# 兼子正
兼子 正（かねこ ただし、1912年（明治45年）2月25日 - 1942年（昭和17年）11月14日）は、日本の海軍軍人。空母艦上戦闘機搭乗員として、日中戦争及び太平洋戦争で8機以上撃墜（公認）の撃墜王となる。ガダルカナルへの高速輸送船団の上空直衛の戦闘にて戦死。最終階級は海軍少佐、没後昇進で中佐。本籍は山形県西村山郡谷地町。

## 略歴
弁護士の父の6人兄弟の三男。日本橋区久松小学校を卒業し、府立一中では柔道部に所属。1933年（昭和8年）、海軍兵学校60期卒。同期には、板谷隆一中佐、一中では1期先輩の鈴木實中佐など。
1934年（昭和9年）、第26期飛行学生（霞ヶ浦）。同期に、横山保（海兵59期）、鈴木實、進藤三郎、山下政雄（以上海兵60期）ら。同修了後の1935年（昭和10年）、海軍中尉任官。支那事変（日中戦争）勃発時は、第一航空戦隊麾下の空母「龍驤」戦闘機小隊長。
1937年（昭和12年）8月22日、宝山方面にて複葉機ながら当時新鋭の95式艦戦で哨戒行動中、カーチス・ホークIII及びボーイング モデル281戦闘機など敵18機編隊と遭遇、交戦の末、わずか4機ながら30分間足らずで単独2機、部隊で6機撃墜の戦果を挙げ、当時の東京朝日新聞紙上にて「空の英雄」として大々的に扱われた。翌23日には、同期の鈴木實も95式艦戦4機にて相手カーチスホーク及びボーイングP26混成27機編隊相手に9機撃墜の戦果をあげた。9月に広東攻撃に参加後は本土へ帰還。

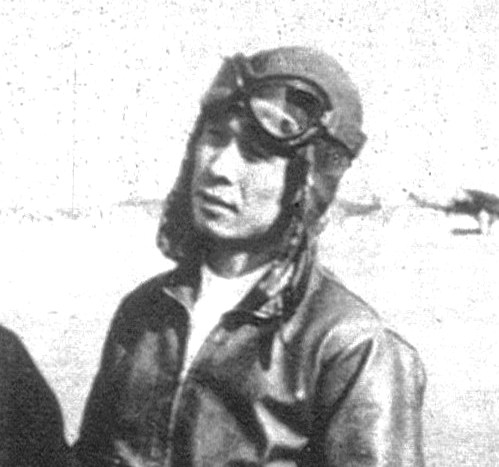
兼子正大尉（1940年）

1938年（昭和13年）8月に15空分隊長として年末まで基地防空と地上部隊直協任務にあたったのち横須賀海軍航空隊付、鈴木實と共に12空分隊長として漢口に進出したが空戦の機会はなく、15年5月に大村空、10月美幌空分隊長勤務を経て、1941年（昭和16年）9月に空母「翔鶴」乗組、階級は海軍大尉として12月8日の太平洋戦争（大東亜戦争）開戦時の真珠湾攻撃を迎える。板谷茂率いる第一次攻撃隊・第六制空隊長として零戦5機を率いて出撃。反撃もなくカネオヘ・ベローズ両飛行場を攻撃。1942年（昭和17年）1月8日から同年2月2日に日本に戻るまで、ラバウル・ラエ攻撃に加わり、同年3月17日、インド洋作戦に参戦。同年4月9日のトリンコマリー攻撃では、味方零戦10機で相手23機撃墜、味方損失1機であった。
1942年5月、第6空飛行隊長となり、6月5日のミッドウェー海戦では空母「赤城」に便乗。列機4機を伴い、飛行艇2機を撃墜した。赤城沈没後は救助されて本土に帰還し、7月31日からミッドウェーで散り散りになった艦戦・艦攻などを集め新設なった空母「飛鷹」の飛行隊長に就任。部下には阿部善次、原田要らがいた。ヘンダーソン基地艦砲射撃などガダルカナルの戦い作戦行動中にあった第二航空戦隊所属の「飛鷹」は、南太平洋海戦への途上、機関故障から離脱。同艦飛行隊の主力は同年10月24日、ラバウルに進出し第11航空艦隊下のラバウル基地の基地航空戦に加わった。
同年11月1日、ブインに進出し第三次ソロモン海戦に参戦。同年11月14日、ガダルカナルへの高速輸送船団の上空直衛の戦闘にて戦死。同日には同様に高速輸送船団の直衛にあたっていた菅波政治大尉（海兵61期、真珠湾攻撃時は蒼龍第一次攻撃隊第三制空隊長、252空飛行隊長）も戦死している。
兼子は操縦はさほどではなかったとされているが、統率力に秀でていたとも評されていた。

## 親族
兼子一、兼子宙は兄。